# 程兆熊 (畫家)

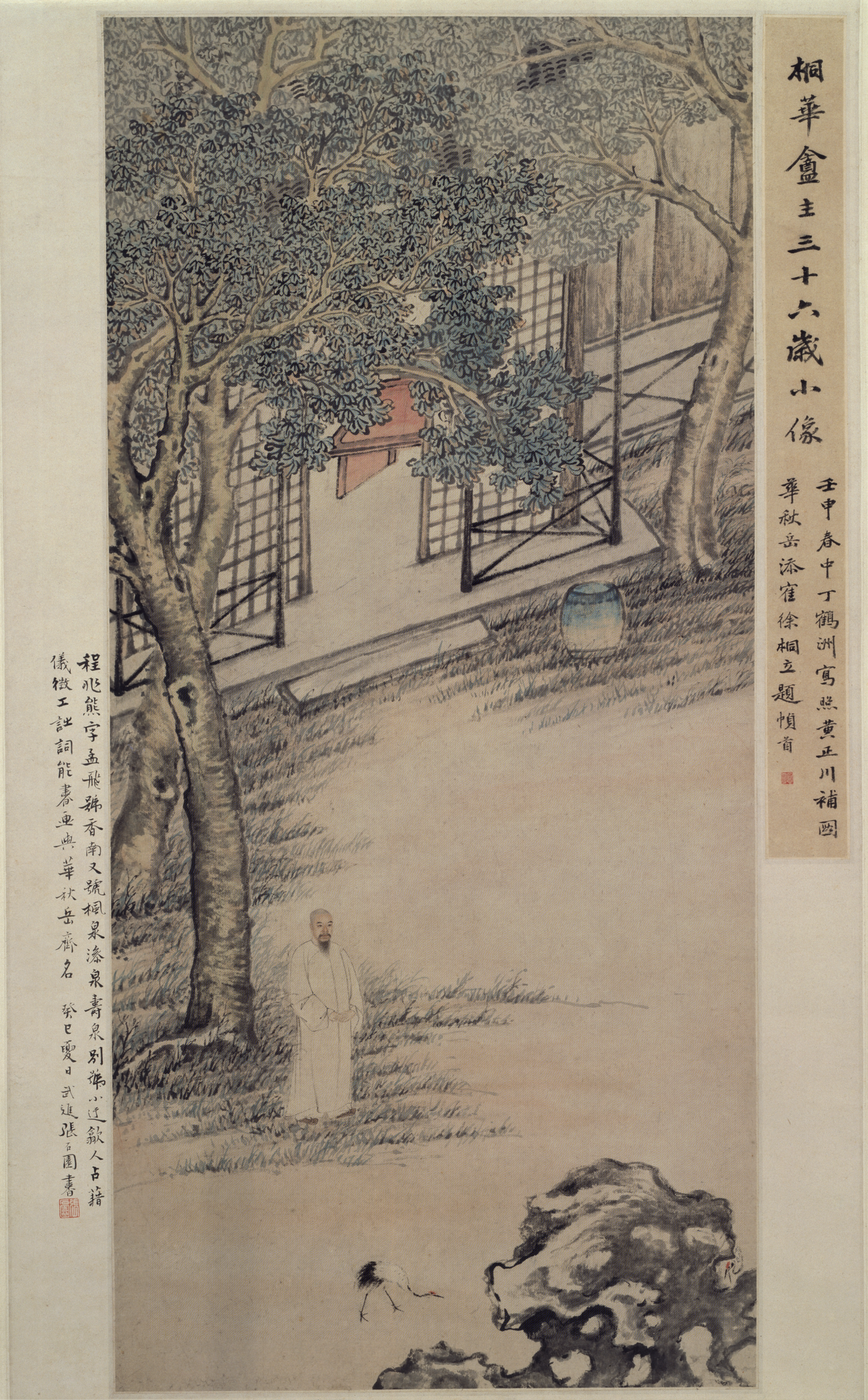
丁皋、黄溱、华喦合绘程兆熊像（北京故宫博物院藏）

程兆熊（1717年—1764年），字孟飛，一字夢飛，號香南、又号楓泉、澹泉，安徽歙縣人（落籍江苏仪徵）。工诗词、书画。

## 生平
工於書畫，乾隆時居寓江蘇儀真桐華庵，與華嵒、時顏、許大等人合作《桐華庵勝集圖軸》。李斗《揚州畫舫錄》卷十二《橋東錄》載“揚州名園甲第，榜署屏障，金石碑版之文，皆賴之。”著有《澡雪吟稿》。
早年受知于两江总督高晋、两淮盐政高恒，为之作诗集《固斋亭集》（载李斗《揚州畫舫錄》卷十二）。固斋亭位于江南河道总督高斌创建的（清晏园中的）荷芳书院，该诗集当为纪念高斌而作。